# Freeland (Pennsylvanie)
Pour les articles homonymes, voir Freeland (homonymie).
Freeland est un borough situé au sud du comté de Luzerne, en Pennsylvanie, aux États-Unis,. En 2010, il comptait une population de 3 346 habitants, estimée au 1er juillet 2020 à 1 481 habitants. Le borough est incorporé le 11 septembre 1876.

## Démographie
Lors du recensement de 2010, le borough comptait une population de 3 531 habitants. Elle est estimée, en 2020, à 3 346 habitants.

### Source de la traduction
- (en) Cet article est partiellement ou en totalité issu de l’article de Wikipédia en anglais intitulé « Freeland, Pennsylvania » (voir la liste des auteurs).